# Каплан Володимир Григорович
Володимир Григорович Каплан — російський і український звукорежисер.

## Біографія
З 1975 року працював на Ялтинській кіностудії.
Оформив стрічки «Дафніс і Хлоя» (1993), зняту на Одеській кіностудії, «Скіф» (1994) та ін.
Оформив фільми російських кіностудій (у тому числі в Ялтинській філії): «Пірати XX століття» (1979), «Право на постріл» (1981), «Непереможний» (1983), «Полювання на оленів» (1981), «Без права на провал» (1984), «Дитинство Бембі» (1985), «Юність Бембі» (1986), «Балада про стару зброю» (1986), «Раз, два — горе не біда!» (1988), «Підземелля відьом» (1990), «Вбивство свідка» (1990), «Вербувальник» (1991), «Привиди зеленої кімнати» (1991, Ялта-фільм), «Дезертир» (1997), «Зміїне джерело» (1997), «Твір до Дня Перемоги» (1998), «Кому я винен — всім прощаю» (1999), «24 години» (2000), «Бременські музиканти & Co» (2000), «Два товариша» (2000), «Даун Хаус» (2001).
Був членом Національної спілки кінематографістів України. 
Помер 27 січня 2002 року.